# Miasta pod skałą
Miasta pod skałą – powieść fantastyczna Marka S. Huberatha. Autor rozpoczął pisanie książki w sierpniu 1995 i ukończył ją we wrześniu 2004. Ukazała się ona w maju 2005 nakładem Wydawnictwa Literackiego, zilustrowana przez Katarzynę Karinę Chmiel.

## Części
- 1. Silvestere
- 2. Po Stronie Trupa
- 3. Ponownie Urodzona

## Informacje wydawnicze

### Wydanie 1
- Wydawca: Wydawnictwo Literackie
- Rok: 2005
- ISBN 83-08-03704-6
- stron: 749
- Oprawa: miękka
- Wymiary: 123x197 mm
- Ilustracje: Katarzyna Karina Chmiel

### Wydanie 2
- Wydawca: Wydawnictwo Literackie
- Rok: 2011
- ISBN 978-83-08-04572-5
- stron: 796
- Oprawa: miękka
- Wymiary: 150x215 mm

## Fabuła powieści
Młody profesor, Humphrey Adams, odkrywa w Watykanie wejście do labiryntu, który prowadzi go do podziemnego miasta. Rządzone jest przez marionetkowego przewodniczącego Nero, a zwyczaje tam panujące zadziwiają przybysza – goście karmieni są mlekiem z kobiecej piersi, kobiety noszą ruchome tatuaże, a ciała ludzkie przerabiane są na przedmioty codziennego użytku. Adams przekonuje się z czasem, że poniżej tego miasta znajduje się kolejne, w którym stanie się żołnierzem, walczącym z tajemniczymi stworzeniami, Czarnymi.

## Odbiór
Recenzja: Paweł Matuszek, Nowa Fantastyka 2005/7 s.69